# Korsická rallye 1985
Korsická rallye 1985 byla pátou soutěží mistrovství světa v rallye 1985. Soutěž měřila 1603 km a 30 rychlostních zkoušek. Při soutěži zemřel jezdec Lancie Attilio Bettega. Vítězem se stal Jean Ragnotti s Renaultem Maxi 5 Turbo.

## První etapa
Zpočátku se do vedení dostal Jean Ragnotti na voze Renault Maxi 5 Turbo. Při havárii zemřel Attilio Bettega. Automobilka Lancia po nehodě stáhla všechny zbývající vozy. Tým Peugeot Sport nasadil nový vůz Peugeot 205 Turbo 16 E2, který řídil Bruno Saby. Na sedmém místě a nejlepší ve skupině A byl Yves Loubet na voze Alfa Romeo GTV6. Ragnotti se držel na první pozici. Na druhé místo se postupně probojoval Saby. Vatanen po defektu klesl na třetí místo. Na čtvrté pozici byl Bernard Beguin s vozem Porsche 911. Odstoupit musel Francoois Chatrin s dalším Renaultem. na šesté místo se propracoval okruhový závodník Billy Coleman s druhým Porsche. Při svém druhém startu na mistrovství světa se na páté pozici držel Didier Auriol, ale jeho Renaultu shořel motor.

## Druhá etapa
První se držel Ragnotti a druhý Saby. Na třetí pozici se i přes problémy s převodovkou držel Beguin. čtvrtý byl Lubbe a pátý Colman. Ze zadních pozic útočil Vatanen, který vyhrál 3 rychlostní zkoušky. To se mu povedlo a probojoval se na čtvrtou pozici, i když jel se starší verzí Peugeotu 205. Na Loubeta útočil Coleman. Na druhém místě ve skupině A se držel Jochen Kleindt s vozem Volkswagen Golf II GTI, ale havaroval a musel ze soutěže odstoupit. Vatanen na jedné zkoušce také havaroval. Na posledním testu Ragnottiho postihl defekt, ale výměnu kola zvládl rychle a zůstal v čele. Za ním se drželi Saby, Beguin a Loubet.

## Třetí etapa
Třetí etapa měla 10 rychlostních zkoušek, které měřily 421 km. Navíc začalo třetí den pršet. I přes to se na prvním místě držel Ragnotti s pohonem jen dvou kol. Sabymu tým snížil plnicí tlak turbodmychadla. Na třetím a čtvrtém místě se držely posádky Porsche v pořadí Beguin a Coleman. S dostatečným náskokem ve skupině A zvítězil Loubet a skončil celkově pátý.

## Výsledky
1. Jean Ragnotti, Thimonier - Renault Maxi 5 Turbo
2. Bruno Saby, Fauchille - Peugeot 205 Turbo 16 E2
3. Bernard Beguin, Lenne - Porsche 911 SC RS
4. Billy Coleman, Morgan - Porsche 911 SC RS
5. Yves Loubet, Vieu - Alfa Romeo GTV6
6. Balas, Laine - Alfa Romeo GTV6
7. Bouquet, Morel - Talbot Samba
8. Bartoli, Falempin - Renault 5 Turbo
9. Paoletti, Santucci - Renault 5 Turbo
10. Bernardini, Bernardini - BMW 323i